# Tokyo Street Circuit
Der Tokyo Street Circuit ist eine Motorsport-Rennstrecke in der japanischen Hauptstadt Tokio. Der temporäre Stadtkurs wird für Rennen der FIA-Formel-E-Meisterschaft  genutzt und hat eine Länge von 2,494 km. Am 30. März 2024 fand im Rahmen der Saison 2023/24 erstmals ein Rennen auf dieser Strecke statt.

## Geschichte

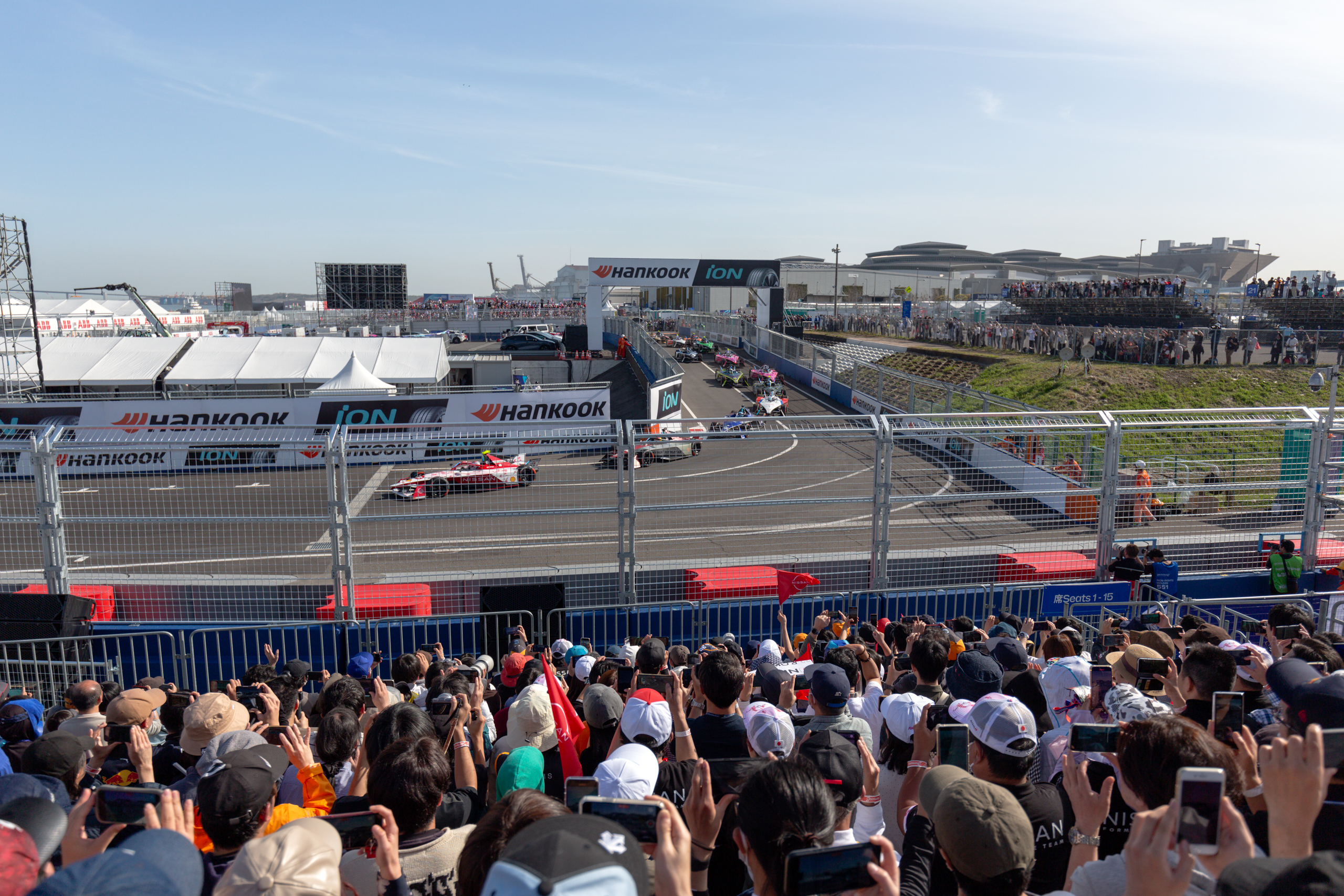
Formel E auf dem Tokyo Street Circuit 2024

Die Rennstrecke wurde am 25. Oktober 2023 als neuer Austragungsort der Formel-E vorgestellt. Gouverneurin Yuriko Koike sah die Rennstrecke als Impuls für mehr emissionsfreie Fahrzeuge.

## Streckenbeschreibung
Der 2,582 km lange, gegen den Uhrzeigersinn verlaufende Stadtkurs mit 18 Kurven wurde um das Tokyo International Exhibition Centre – auch als Tokyo Big Sight bekannt – angelegt. 
Die Strecke umfasst drei längere Geraden, technische Kurvenfolgen und Hochgeschwindigkeitskombinationen vor der Kulisse der Metropole Tokio. Der Fahrerlagerbereich mit den Garagen befindet sich an der Uferpromenade der Bucht von Tokio.
Kurz vor dem Rennen wurde das Streckenlayout um eine zusätzliche Schikane ergänzt, so dass der Kurs letztendlich 20 Kurven aufweist. 